# Окренжниця (Мазовецьке воєводство)
Окренжниця (пол. Okrężnica) — село в Польщі, у гміні Пшиленк Зволенського повіту Мазовецького воєводства.
Населення — 264 особи (2011).
У 1975-1998 роках село належало до Радомського воєводства.

## Демографія
Демографічна структура станом на 31 березня 2011 року:
|          | Загалом | Допрацездатний вік | Працездатний вік | Постпрацездатний вік |
| -------- | ------- | ------------------ | ---------------- | -------------------- |
| Чоловіки | 129     | 28                 | 91               | 10                   |
| Жінки    | 135     | 31                 | 77               | 27                   |
| Разом    | 264     | 59                 | 168              | 37                   |